# Zabrnjica
Zabrnjica (Servisch cyrillisch Забрњица) is een plaats in de Servische gemeente Priboj. De plaats telt 205 inwoners (2002).